# Memminger Straße (Kempten)
Die Memminger Straße ist eine aus der Kemptener Innenstadt führende Straße. Sie basiert auf einer alten Landstraße nach Memmingen. Mit über drei Kilometern ist sie zusammen mit der Lindauer Straße und der Kaufbeurer Straße eine der langen Innerortsstraßen.

## Geschichte
Die Memminger Straße endete in stiftischen Zeiten auf der Brücke über den Schlangenbach. Von dort aus führte die Untere Gasse bis zum Bräuhausberg und zum Großen Kornhausplatz. 1890 wurde die Untere Gasse erneuert und in Sonnenstraße umbenannt. 1926 wurden die Hausnummerierung in Kempten reformiert; dabei wurden die Sonnenstraße und die  Memminger Straße vom damaligen Distriktspital bis zur Johannisbrücke über der Rottach zur Memminger Straße zusammengefasst.
Mit dem Umbau der Memminger Straße gegen Ende der 1960er Jahre wurde sie zu einer Hauptverkehrsachse durch die Innenstadt.

## Bebauung
Entlang der Memminger Straße befinden sich mehrere bedeutende Bauwerke, darunter das Alte Brauhaus, der Marstall, in dem das Alpinmuseum und die Alpenländischen Galerie untergebracht waren, der Kellerhof, der Lateinische Beck, das Trögerhaus, das ehemalige katholische Waisenhaus und zahlreiche Gaststätten. Nach der Johannisbrücke stehen die in der zweiten Hälfte des 20. Jahrhunderts entstandene Michaelskirche, die Dachser-Zentrale und das Eisstadion der Stadt.
In der Nähe der Straße befinden sich die Brauereigaststätte Zum Stift und die Stiftsbleiche.

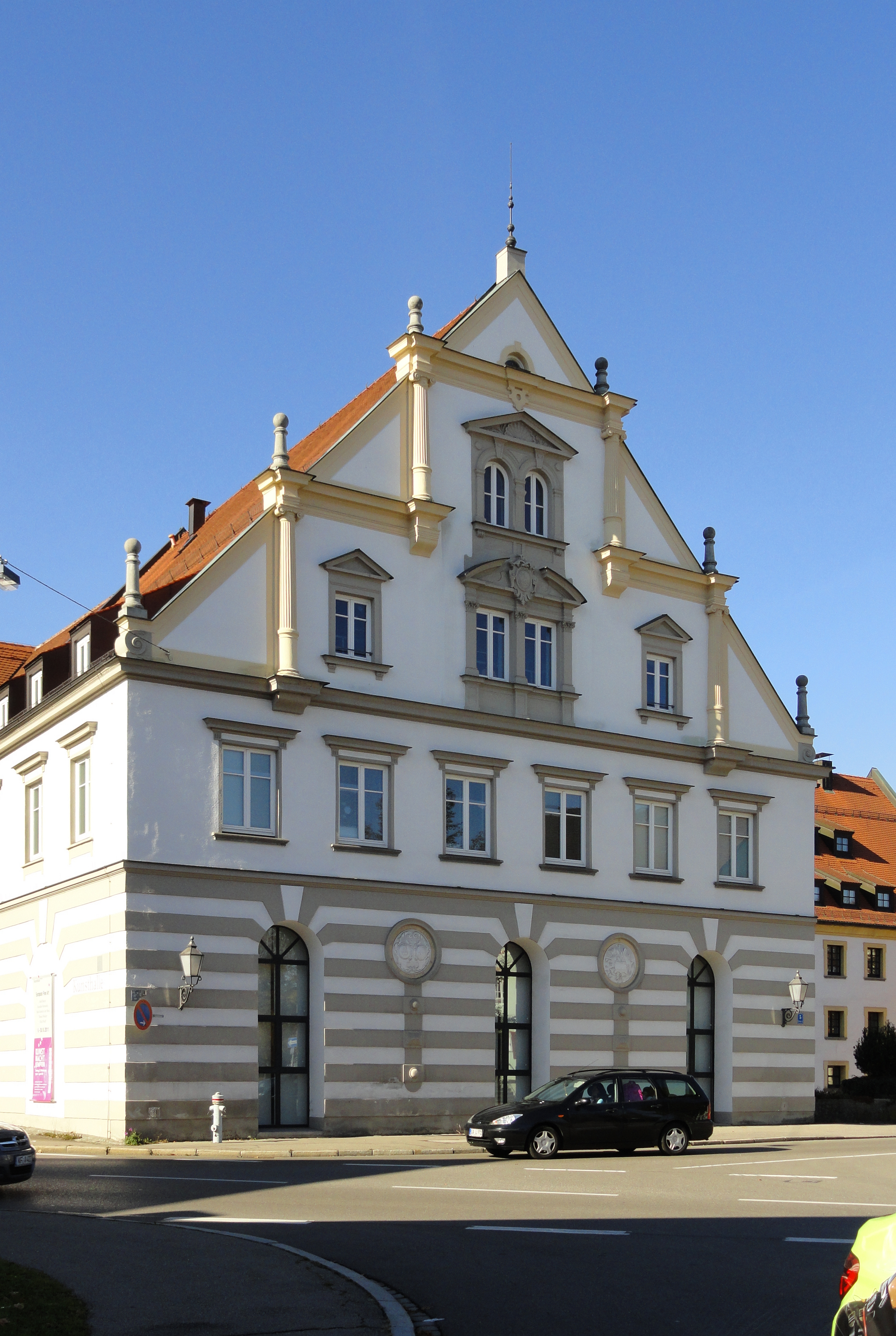
Nr. 5: Stiftsmälzerei
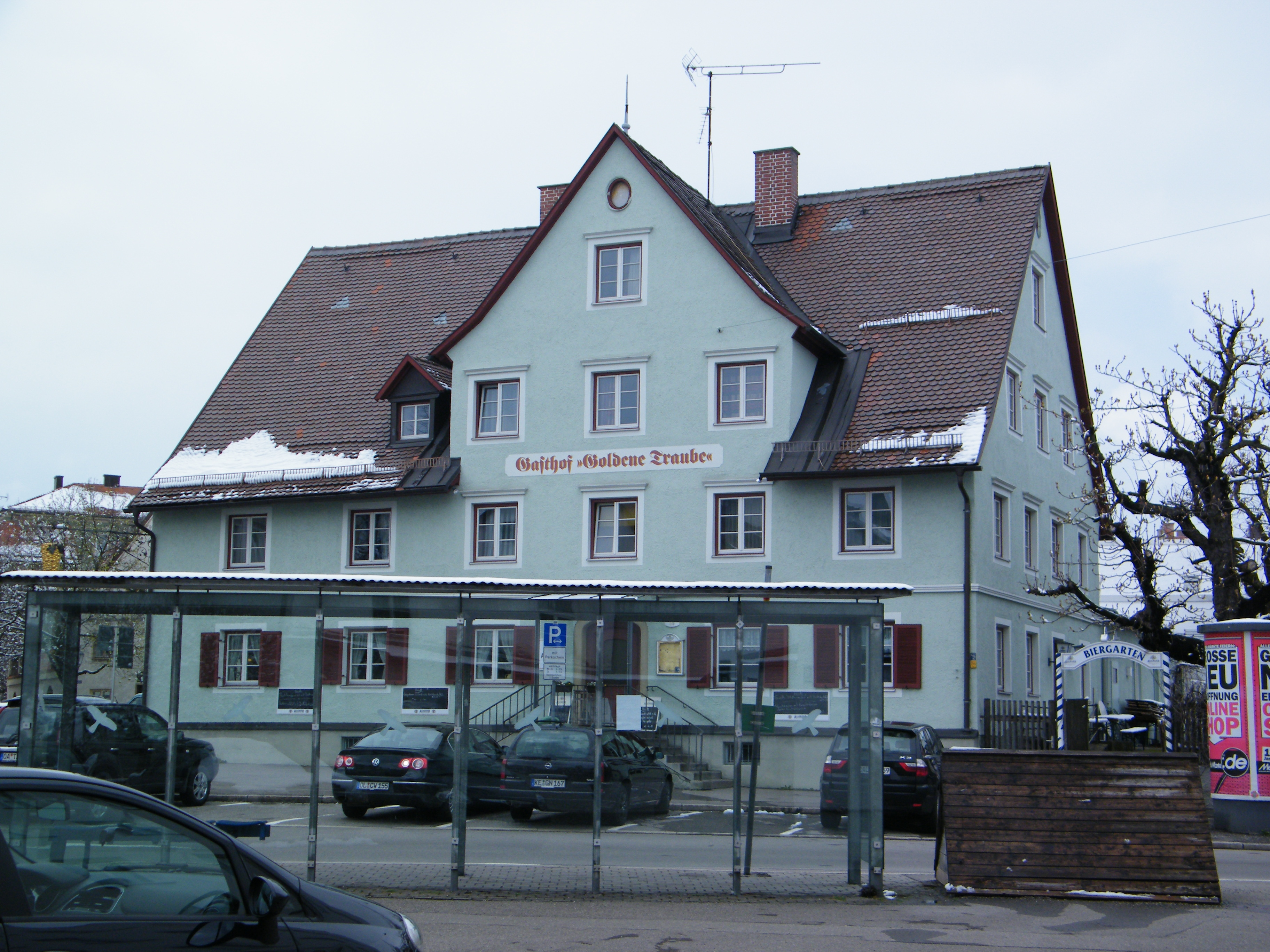
Nr. 7: Gasthof zur Goldenen Traube
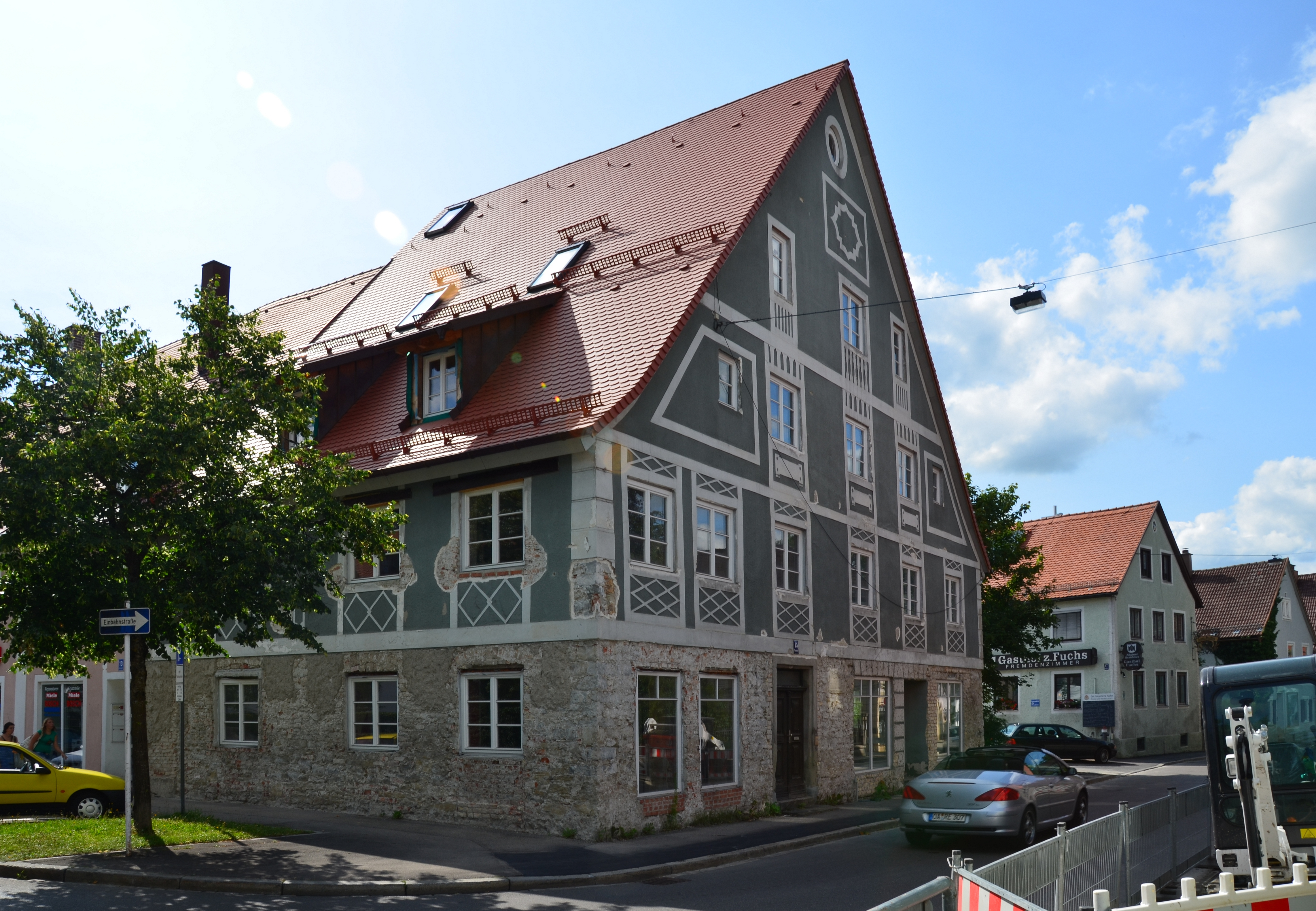
Nr. 13: Kellerhof
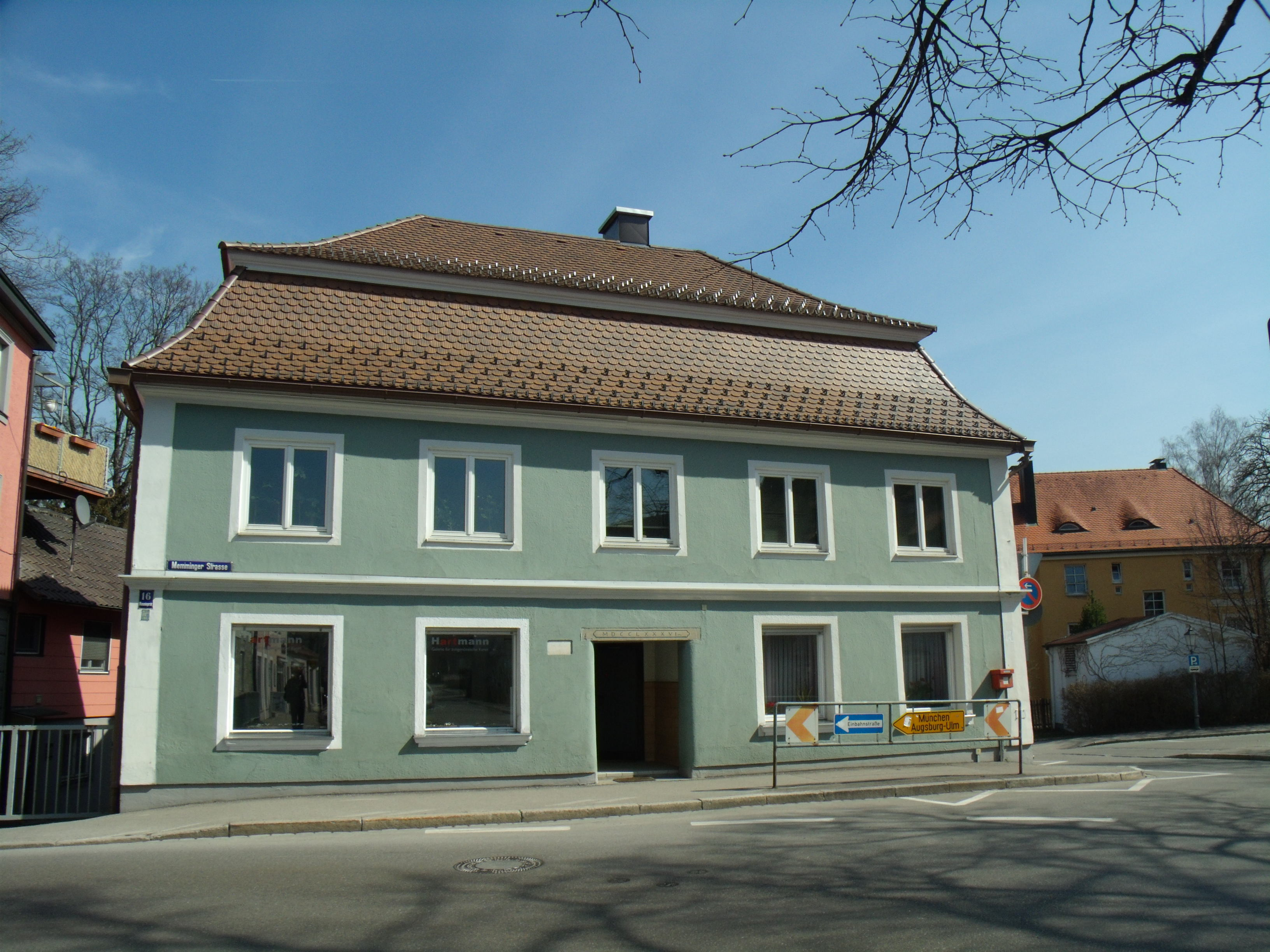
Nr. 16: Lateinischer Beck
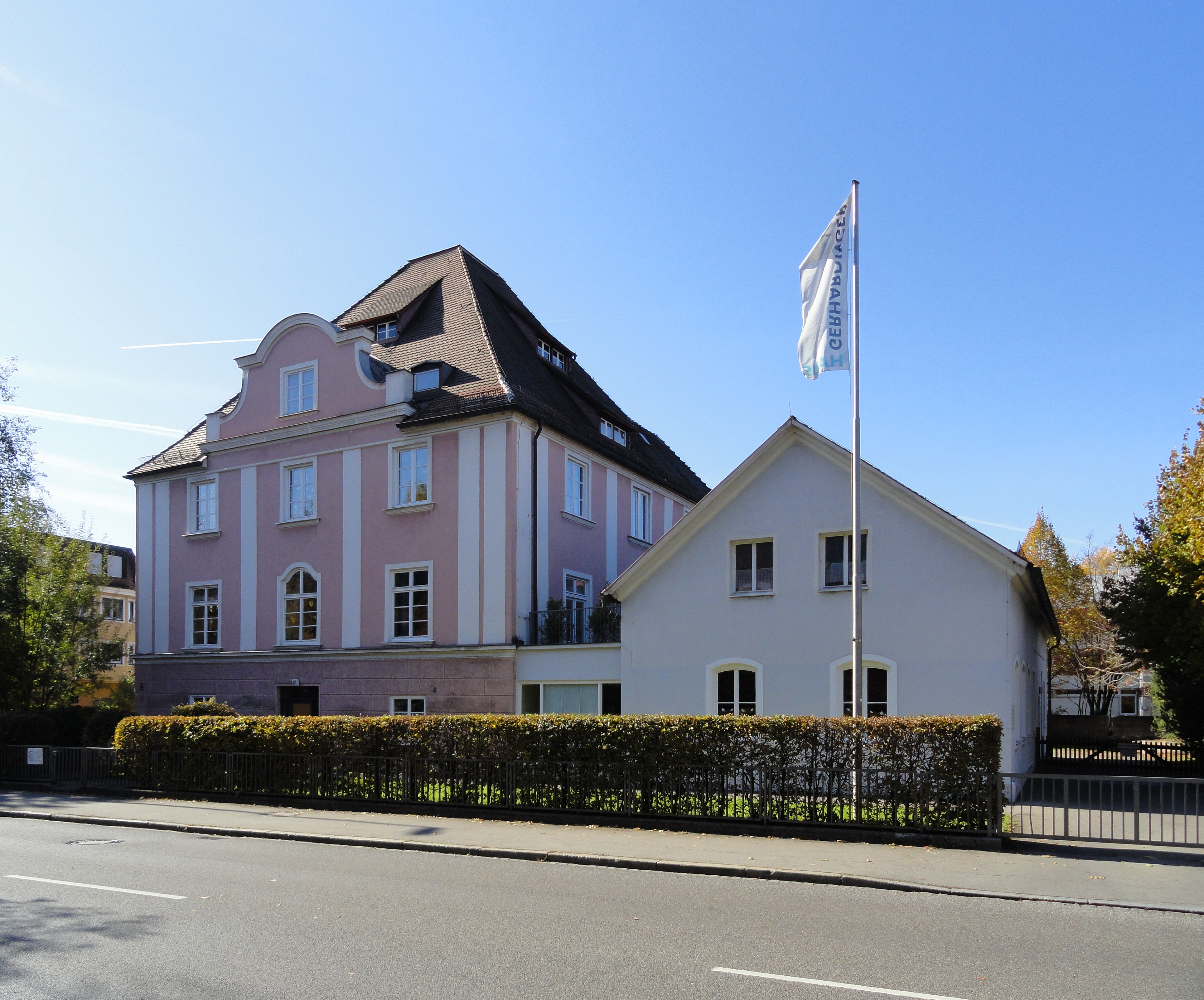
Nr. 57: Kath. Waisenhaus
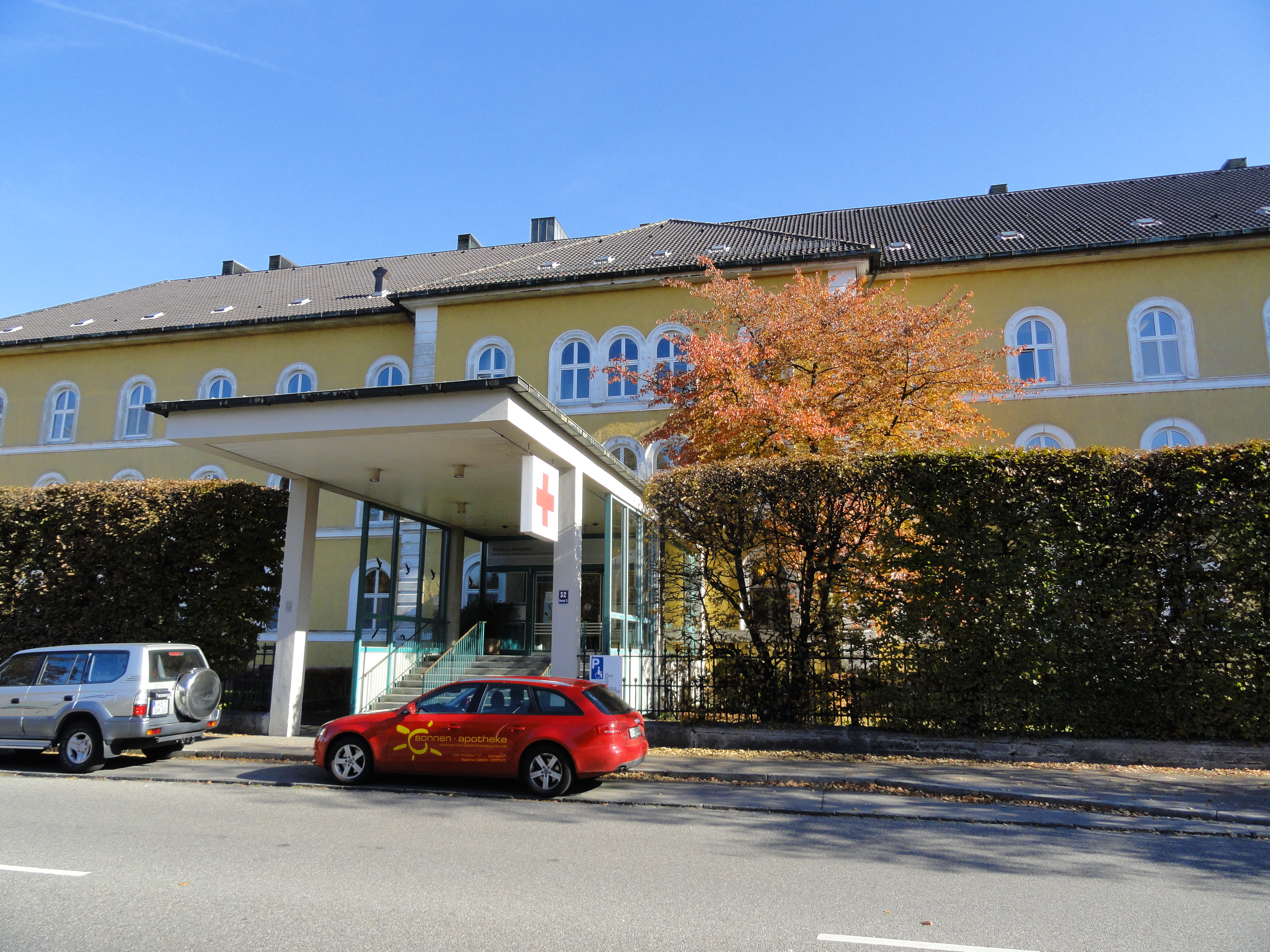
Ehemaliges Kreiskrankenhaus Kempten
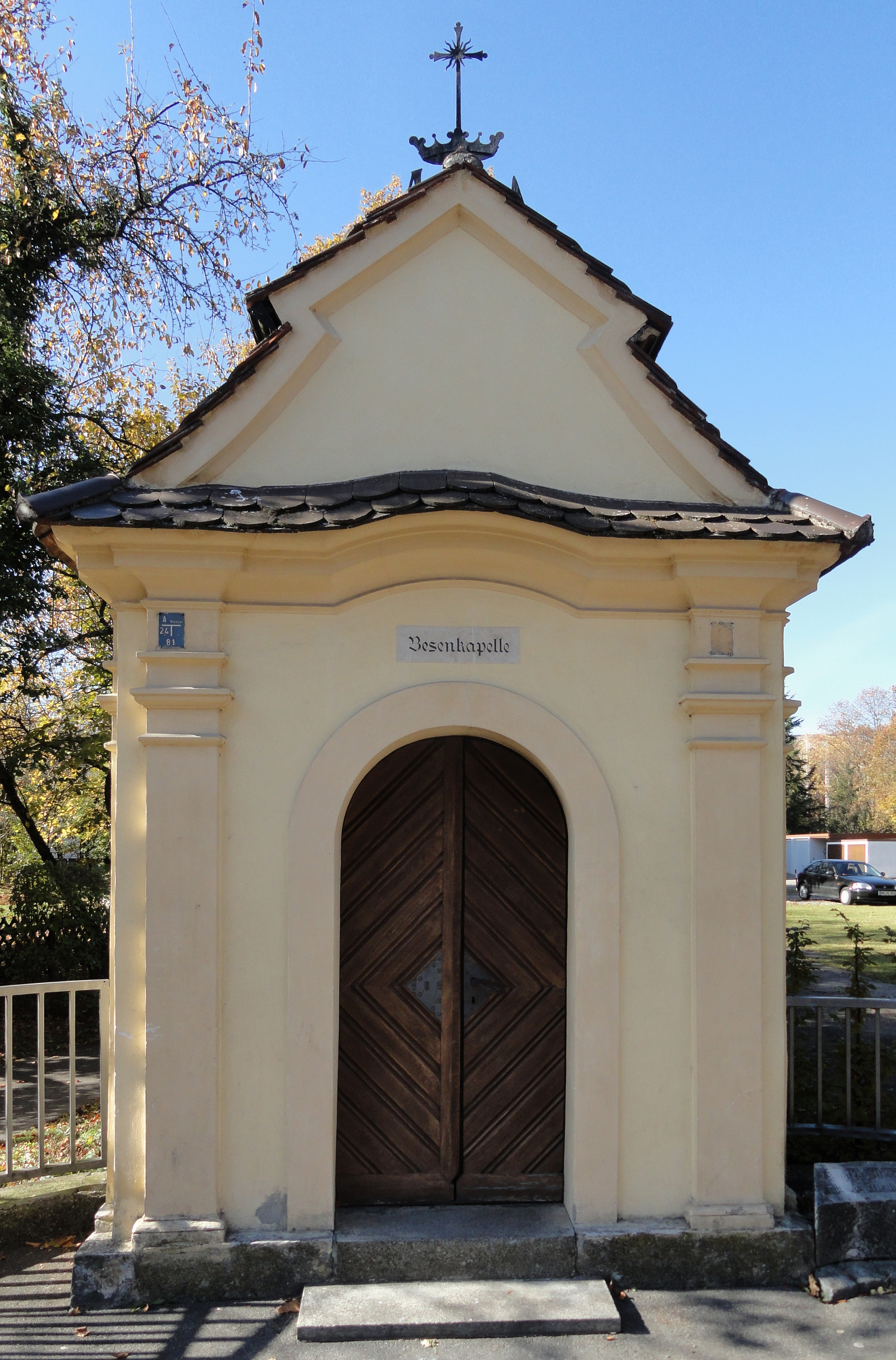
Besenkapelle
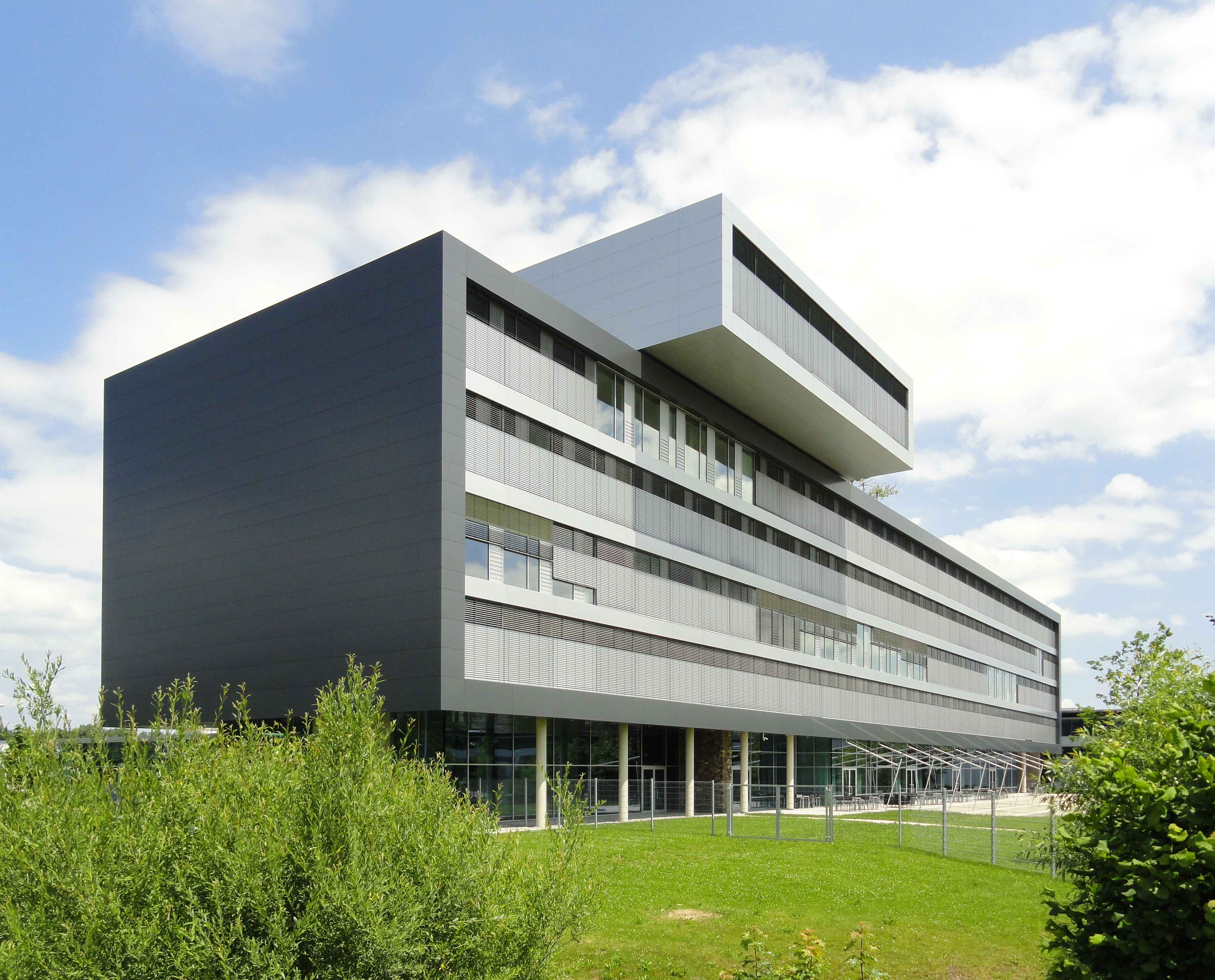
Dachser-Zentrale